# Policisztás ovárium szindróma
A policisztás ovárium szindróma (PCOS, Stein–Leventhal-szindróma) egy női endokrin, vagyis hormonrendszert érintő betegség. Elnevezésből csak a petefészek megbetegedésére következtethetünk, de a PCOS ennél jóval összetettebb, rövid- és hosszútávú szövődményekkel járó anyagcserezavar. Kialakulásában szerepe van a genetikai hajlamnak és az életmódnak, mint például helytelen táplálkozás, mozgásszegény életmód, túlsúly, stressz. Gyakori kórkép, a reproduktív korú nők kb. 5 százalékát érinti.

## Kialakulásának okai
A petefészek elváltozásának oka a férfi nemi hormonok (androgén) túlsúlya. A petefészek felületén egy vastag bevonat képződik, mely megakadályozza a tüszőrepedést. A meg nem repedt tüszők maradványaiból egy ciszta alakul ki, ezek adják a policisztás ultrahangképet. A betegek nagy számára jellemző az inzulinrezisztencia is.

## Leírása és tünetei
A PCOS tünetei négy csoportba sorolhatók:
- Nőgyógyászati problémák: peteérési zavarok (krónikus oligoovuláció vagy anovuláció); ritka, kimaradozó menstruáció, meddőség. Jellemző még a terhességgel kapcsolatos komplikációk: vetélés, terhességi magas vérnyomás, terhességi cukorbetegség.
- Belgyógyászati problémák: elhízás, cukorbetegség, magas vérnyomás, metabolikus X-szindróma, vérzsírzavarok, szív- és érrendszeri eltérések.
- Bőrproblémák: pattanásos és zsíros bőr, hajritkulás, férfias típusú szőrösödés: bajusz- és szakállképződés, szőrszálak megjelenése az emlőbimbók körül.
- Daganatok kialakulása.

## Kezelése
A PCOS napjainkban még gyógyíthatatlan betegség, így a kezelés a tünetek enyhítéséből és a további állapotromlás megelőzéséből áll. A gyógyszeres kezelés célja az inzulinrezisztencia kezelése, a férfihormonok hatásának kompenzálása és a peteérés, tüszőrepedés és terhesség elősegítése. A kezelés során a cukorbetegek terápiájában is használt metformin hatóanyagú készítményeket használják. Fontos szerepe van az életmódváltásnak is a kezelésben, a megfelelő táplálkozás és a rendszeres testmozgás is enyhítheti a tüneteket. A szakemberek szerint már 5 kg felesleg leadása is jó hatással van a hormonszintekre és a menstruációs ciklusra.
Az PCOS diéta egyet jelent az inzulinrezisztencia diétával. Alapja a 3 óránkénti étkezés, a gyors-, lassú felszívódású szénhidrátok ismerete, az egyes étkezéseken belüli megfelelő arányuk betartása. Ezzel elkerülhetővé válnak a vércukor kiugrások és leesések, a nap folyamán biztosítható az egyenletes vércukorszint . Az inzulinrezisztencia javulása következtében a PCOS is enyhül. A korrekt diétához a szénhidrát gramm számolás elengedhetetlen és ügyelni kell az ételek glikémiás indexére is. A diétában letölthető szénhidrát gramm táblázatok, glikémiás index táblázatok és online kalkulátotok  segítik a pácienseket.